# Lambertus van Bolhuis
Lambertus van Bolhuis (Groningen, 20 november 1741  - aldaar, 26 augustus 1826) was een Nederlandse predikant, taalkundige en dialecticus.
Van Bolhuis schreef de bekende, door de Maatschappij tot Nut van 't Algemeen bekroonde, praktische en normatieve Beknopte Nederduitsche Spraakkunst (1793) die ook aan de Universiteit van Franeker werd behandeld in de colleges in de Nederlandse taal van de geleerde Everwinus Wassenbergh. Van Bolhuis was betrokken bij de oprichting van een Kweekschool voor onderwijzers in Groningen en doceerde het Nederlands aan Groninger studenten

## Leven en werk
Lambertus van Bolhuis werd in 1741 in Groningen geboren als een zoon van Michiel van Bolhuis en Alagonda Beckeringh. De familienaam Bolhuis is ontleend aan de boerderij Bolhuis bij Eekwerd. Zijn broer Jan van Bolhuis was rechter, secretaris en ontvanger van het Winsumer en Schaphalsterzijlvest. In 1767 huwde Lambertus van Bolhuis met Rika Cranssen. Uit hun huwelijk werden vier kinderen geboren, te weten Alagonda, Margaretha Jacoba, Ella Catharina (zij trouwde met de hoogleraar Jan Rudolf van Eerde) en Michiel Jacob (hij werd boekverkoper te Groningen).
Van Bolhuis studeerde theologie aan de Hogeschool van Groningen. Tevens volgde hij colleges in geschiedenis, talen, wijsbegeerte en het 'natuurregt'. Van Bolhuis was vanaf 1766 predikant van de Nederduits Gereformeerde Kerk. Zijn kerkelijke gemeenten waren Marssum, Noorddijk (vanaf 1767), Oostwold (vanaf 1772), Leeuwarden (vanaf 1783) en Groningen (1786-1823).
Daarnaast was Van Bolhuis een verdienstelijk taalkundige. Hij bezorgde onder andere de tekst van de beknopte spraakkunst van de onderwijzer Klaas Stijl. Hij schreef - aanvankelijk alleen voor onderwijzers - een beknopte Nederlandse spraakkunst. Ook verzamelde en beschreef hij Groningse woorden. Van Bolhuis ijverde, samen met Hendrik Wester voor goed onderwijs. Hij was medeoprichter van de Kweekschool voor Onderwijzers in Groningen en doceerde gedurende enkele jaren het Nederlands aan Groninger studenten.

## Lidmaatschappen en Onderscheidingen
Van Bolhuis werd in 1780 lid van de Maatschappij der Nederlandsche Letterkunde. In 1792 werd zijn Beknopte Nederduitsche Spraakkunst door de Nederlandsche Maatschappij tot Nut van 't Algemeen bekroond met de 'gouden eerprijs'. In Groningen was hij bestuurder van diverse onderwijsinstellingen. In 1809 werd Van Bolhuis corresponderend lid van de Tweede Klasse van het Koninklijk Nederlands Instituut van Wetenschappen, Letterkunde en Schoone Kunsten (Koninklijke Akademie van Wetenschappen).
- Biografisch Portaal: 14928797
- Digitale Bibliotheek voor de Nederlandse Letteren: bolh003
- International Standard Name Identifier: 0000 0003 9535 8904
- Nederlandse Thesaurus van Auteursnamen: 068432240
- Virtual International Authority File: 290109369
- WorldCat: E39PBJkTcH7D47DKDFJmhRMQMP